# Spilodiscus arcuatus
Spilodiscus arcuatus är en skalbaggsart som först beskrevs av Thomas Say 1825.  Spilodiscus arcuatus ingår i släktet Spilodiscus och familjen stumpbaggar. Inga underarter finns listade i Catalogue of Life.